# Grégory Monro
Pour les articles homonymes, voir Monro.
Grégory Monro est un auteur, acteur et réalisateur français né le 10 septembre 1975.

## Biographie
Diplômé de l’École supérieure de réalisation audiovisuelle, Grégory Monro poursuit sa formation avec Jack Waltzer, de l’Actor’s Studio, avec des professeurs tels qu'Elizabeth Kemp et Sam Schacht, enseignant et directeur de la New School.
Ses courts métrages, dont Rose or the mute liars (2013), Choose or Lose (2000), ou Behind (2005), avec Anne-Élisabeth Blateau et Frédéric Gorny, sont sélectionnés dans plusieurs festivals (Rio de Janeiro, Bolzano, Lausanne, Hambourg, Corée du Sud). Il est également le personnage principal du clip musical La Cerise interprété par le groupe Matmatah, sous la direction du réalisateur Stéphane Berla.
Il contribue à la nouvelle édition inédite des Lettres à sa fille, parue en 2007 aux éditions Payot et Rivages. En 2010, il publie l'unique biographie en langue française sur Calamity Jane. À cette occasion il conçoit et réalise l'exposition du même nom.[réf. souhaitée] Son documentaire Calamity Jane, légende de l'Ouest est diffusé sur Arte en 2014.
En 2016, il réalise le documentaire Jerry Lewis, clown rebelle, sélectionné au festival du film de Telluride, au festival Lumière et au festival international du film de Haïfa, et pour lequel il reçoit un bel accueil publique et critique.
En 2019, il réalise Toulouse-Lautrec, l'insaisissable, en parallèle avec l'exposition du Grand Palais. Cette même année, il est nommé aux International Emmy Awards pour son film sur le compositeur français Michel Legrand.
En 2020, son documentaire Kubrick par Kubrick met en lumière de rares archives dans lesquelles le cinéaste s'exprime sur son art et sa vision du monde. Le film est projeté en première mondiale au festival du film de Tribeca ; deux années de suite, il est sélectionné dans de nombreux festivals à travers le monde parmi lesquels le festival international du film de Karlovy Vary, le festival du cinéma américain de Deauville. Il est récompensé par un International Emmy Awards, un Rockie Awards au festival international des médias de Banff ainsi qu'au Focal International Film Festival.

## Filmographie

### Réalisateur

#### Courts métrages
- 2000 : Choose or lose
- 2001 : Destinées
- 2005 : Adagio
- 2005 : Behind
- 2013 : Rose or the mute liars

#### Documentaires
- 2013 : Monsieur de Funès
- 2014 : Calamity Jane, légende de l'Ouest
- 2016 : Jerry Lewis, clown rebelle
- 2017 : James Stewart/Robert Mitchum, les deux visages de l'Amérique
- 2018 : Pierre Richard, le discret
- 2018 : Michel Legrand, sans demi-mesure
- 2019 : Toulouse-Lautrec, l'insaisissable
- 2020 : Kubrick par Kubrick
- 2021 : Buffalo Bill, place au spectacle !
- 2022 : Rosa Bonheur, dame nature
- 2022 : Dans les yeux d'Elsa Triolet
- 2022 : Sean Connery vs James Bond
- 2025 : Chaplin et Les Temps modernes, la voie du silence
- 2025 : Erik Satie, entre les notes

## Distinctions

### Récompenses
- Rose or the mute liars :
  - Molins Horror Film Festival 2013 : prix du jury
- Kubrick par Kubrick :
  - International Emmy Awards 2021 : meilleur documentaire sur l'art
  - Festival international des médias de Banff 2021 : Rockie Award du meilleur documentaire sur l'art
  - Focal International Film Festival 2021 : meilleure utilisation d'archives dans un film d'art

### Nominations
- Michel Legrand, sans demi-mesure :
  - International Emmy Awards 2019 : Arts programming
- Toulouse-Lautrec, l'insaisissable :
  - Asolo Art Film Festival 2020 : films sur l'art
- Kubrick par Kubrick :
  - Chicago International Film Festival 2020 : meilleur documentaire

## Publications
- Avec Marie Sully, Calamity Jane : lettres à sa fille [« Calamity Jane: Letters to her daughter »], Paris, éditions Payot & Rivages, 2007, 126 p. (ISBN 978-2-7436-1620-5)
- Calamity Jane - Mémoires de l'Ouest, 2010, Hoëbeke  (ISBN 9782842303891)
- Calamity Jane, aventurière, 2017, éditions Amaterra
- Pionnières, héroïnes du Far West, 2018, Arthaud

### Article
- « Les personnages dans Lucky Luke », Historia, Le Point, 2013